# ヴァイオリン協奏曲第1番 (バッハ)
ヴァイオリン協奏曲第1番 イ短調 BWV1041 はヨハン・ゼバスティアン・バッハが残した3曲のヴァイオリン協奏曲のうちの1曲。第二番のホ長調に次いで良く演奏される。のちにチェンバロ協奏曲第7番 ト短調 BWV1058に編曲された。（ただし、ソロヴァイオリンの強弱の単純さ、およびBWV1058のチェンバロソロの左手パートの完成度の高さなどを根拠として、「BWV1058が先に作曲された」との意見もある。）

## 概説
3楽章形式の協奏曲。第1楽章は（Allegro）、第2楽章はAndante、第3楽章はAllegro assaiである。アントニオ・ヴィヴァルディが確立した協奏曲の原理「急・緩・急」に基づいている。

## 楽器編成
ソロ・ヴァイオリン、弦楽合奏、バッソ・コンティヌオ

## 演奏時間
約15分（各5分、6分、4分）

### 第1楽章
正確には、速度指示はない。主題はその後幾度か演奏されるが、ソロ・ヴァイオリンはそれを弾くことはない。16分音符のきざみにはデタッシエ奏法が用いられている。

### 第2楽章
前奏が4小節つづき、ソロ・ヴァイオリンが入る。アリアのようなメロディーを歌う。

### 第3楽章
拍子は9/8。八分音符一つ一つが重要性を持っている。26小節目からはソロに入る。ヴァイオリン演奏の見せ場もあり、同音（ホ）を開放弦と別弦で弾きながら和声を変えていく。無伴奏ヴァイオリンのためのソナタとパルティータのパルティータ第3番ホ長調プレリュードにも同様の奏法があり、バッハ作を確認できる。

## バッハのヴァイオリン協奏曲
現在このイ短調（BWV1041）とホ長調（BWV1042）とニ短調（BWV1043）の計3曲が残されている。実際はこの倍以上あっただろうといわれている。この一連の協奏曲は1717年-1723年のケーテンに滞在していた間に作曲された。大体1720年代に一挙に作曲されたものと思われる。